# Wamba (Texas)
Wamba è una comunità non incorporata degli Stati Uniti d'America, situata nella contea di Bowie dello Stato del Texas.